# Plutycze
Plutycze (białorus. Пілютычы) – wieś w Polsce położona w województwie podlaskim, w powiecie bielskim, w gminie Bielsk Podlaski.
| SIMC    | Nazwa   | Rodzaj  |
| ------- | ------- | ------- |
| 1011030 | Korpacz | kolonia |

## Historia
Plutycze to dawna wieś królewska w starostwie bielskim w ziemi bielskiej województwa podlaskiego w 1795 roku.
Według Pierwszego Powszechnego Spisu Ludności w 1921 r. wieś liczyła 104 domostwa, które zamieszkiwało 488 osób. Nieomalże wszyscy mieszkańcy Plutycz, w liczbie 486 osób, zadeklarowali wyznanie prawosławne, pozostałe 2 osoby zgłosiły wyznanie rzymskokatolickie. Podział religijny mieszkańców Plutycz niemal całkowicie pokrywał się z ich strukturą etniczną, gdyż 485-u mieszkańców podało białoruską przynależność narodową, a 3 polską. W owym czasie miejscowość znajdowała się w gminie Wyszki.
W latach 1975–1998 miejscowość administracyjnie należała do województwa białostockiego.

## Religia
Mieszkańcy wsi są w większości wiernymi Kościoła prawosławnego. Najbliższa cerkiew znajduje się w Rajsku (jest ona równocześnie świątynią parafialną dla prawosławnych mieszkańców miejscowości). We wsi znajduje się cmentarz założony w XIX wieku. Natomiast wierni kościoła rzymskokatolickiego należą do parafii Wniebowstąpienia Pańskiego w Strabli.
W Plutyczach rokrocznie odbywa się tradycyjna uroczysta procesja (w miejscowej gwarze obchodiny) z udziałem duchowieństwa prawosławnego w dniu święta Zesłania Ducha Świętego (Zielonych Świątek) obchodzonym według kalendarza juliańskiego

## O wsi
Współcześnie miejscowość zamieszkuje około 100 osób, zameldowanych jest tu ok. 120 osób.
Najbliższa stacja kolejowa znajduje się w Strabli, w odległości ok. 2 km od Plutycz. 
W Plutyczach znajdują się dwa żołnierskie groby pochodzące z przełomu XIX i XX wieku. 
Zabudowa Plutycz jest luźna, wzdłuż zmodernizowanej latem 2006 roku drogi asfaltowej. Kilku mieszkańców wsi zajmuje się uprawą roli, hodowlą krów i koni. Nieopodal wsi płyną rzeki: Narew i Orlanka. Znajdują się tam także wydmy śródlądowe, które są równocześnie rojowiskami os.

## Związani z Plutyczami
Z Plutycz pochodzą dwaj główni bohaterowie programu telewizyjnego Rolnicy. Podlasie: Eugeniusz i Andrzej Onopiukowie.
W 1930 w Plutyczach urodził się Bazyli Czaczuga - białoruski naukowiec zajmujący się biochemią i ekologią, profesor i członek Narodowej Akademii Nauk Białorusi.

## Galeria

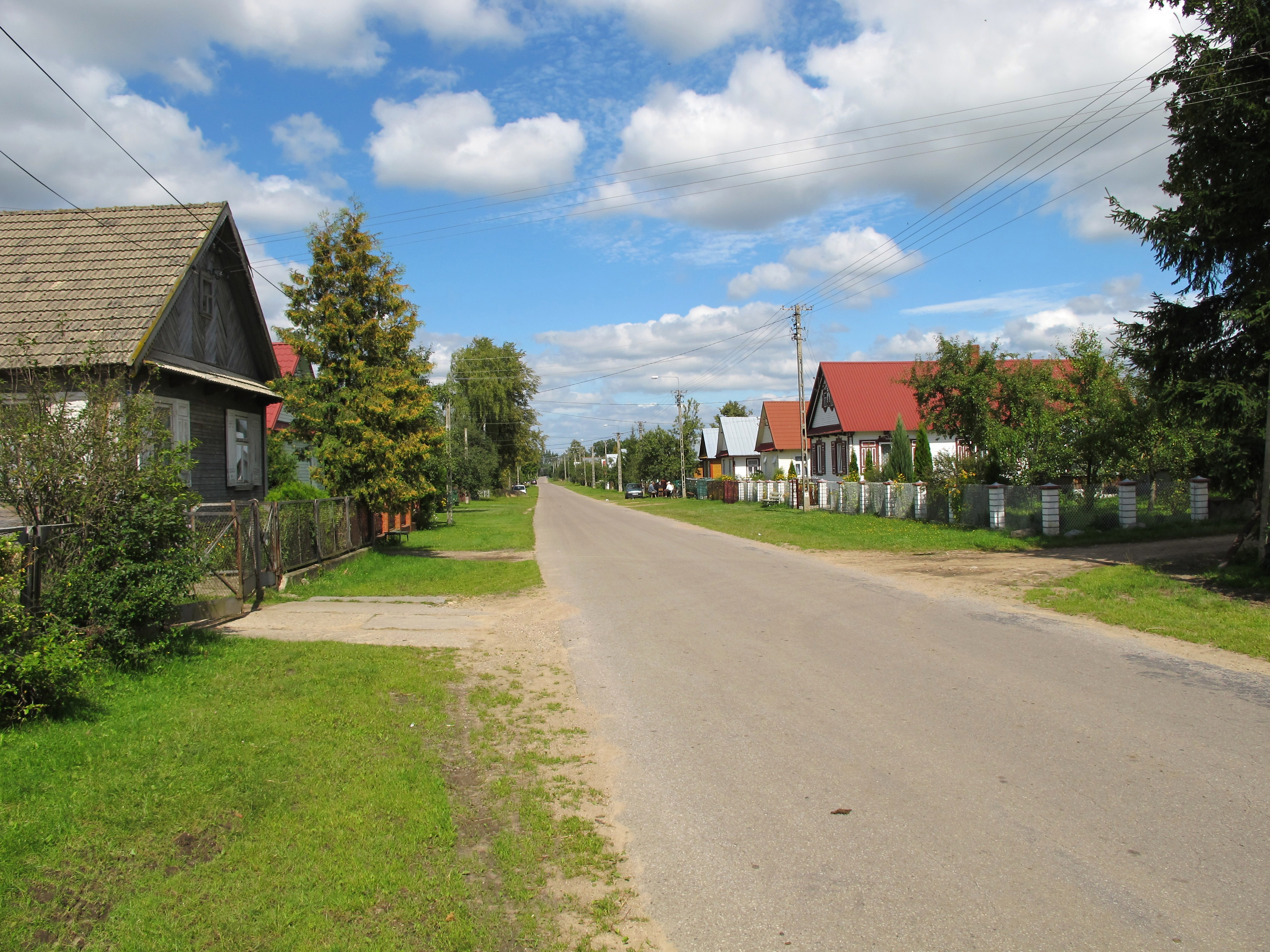
Główna ulica Plutycz, z lewej dom z zachowaną podlaską ornamentyką ludową
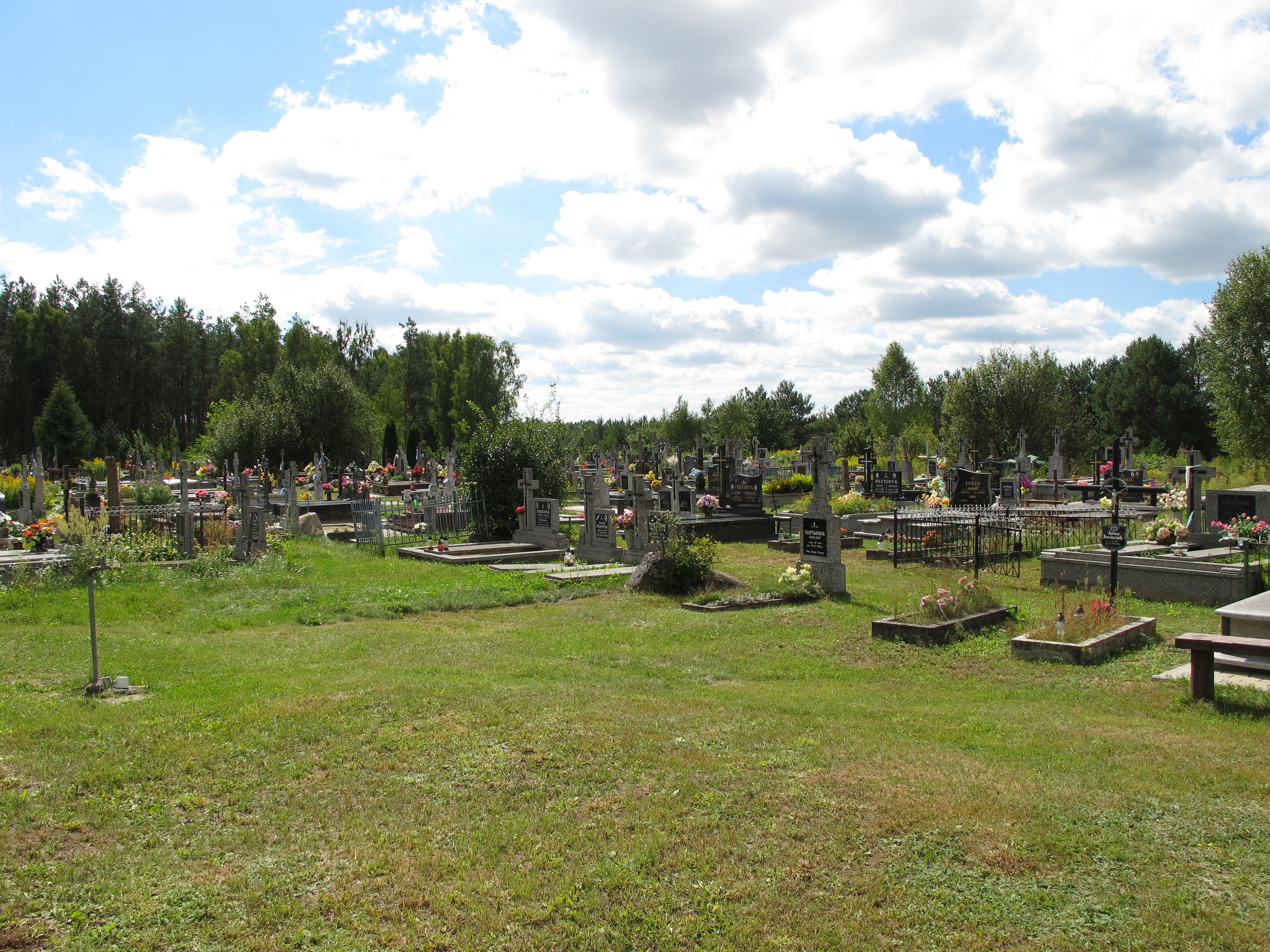
Cmentarz prawosławny w Plutyczach
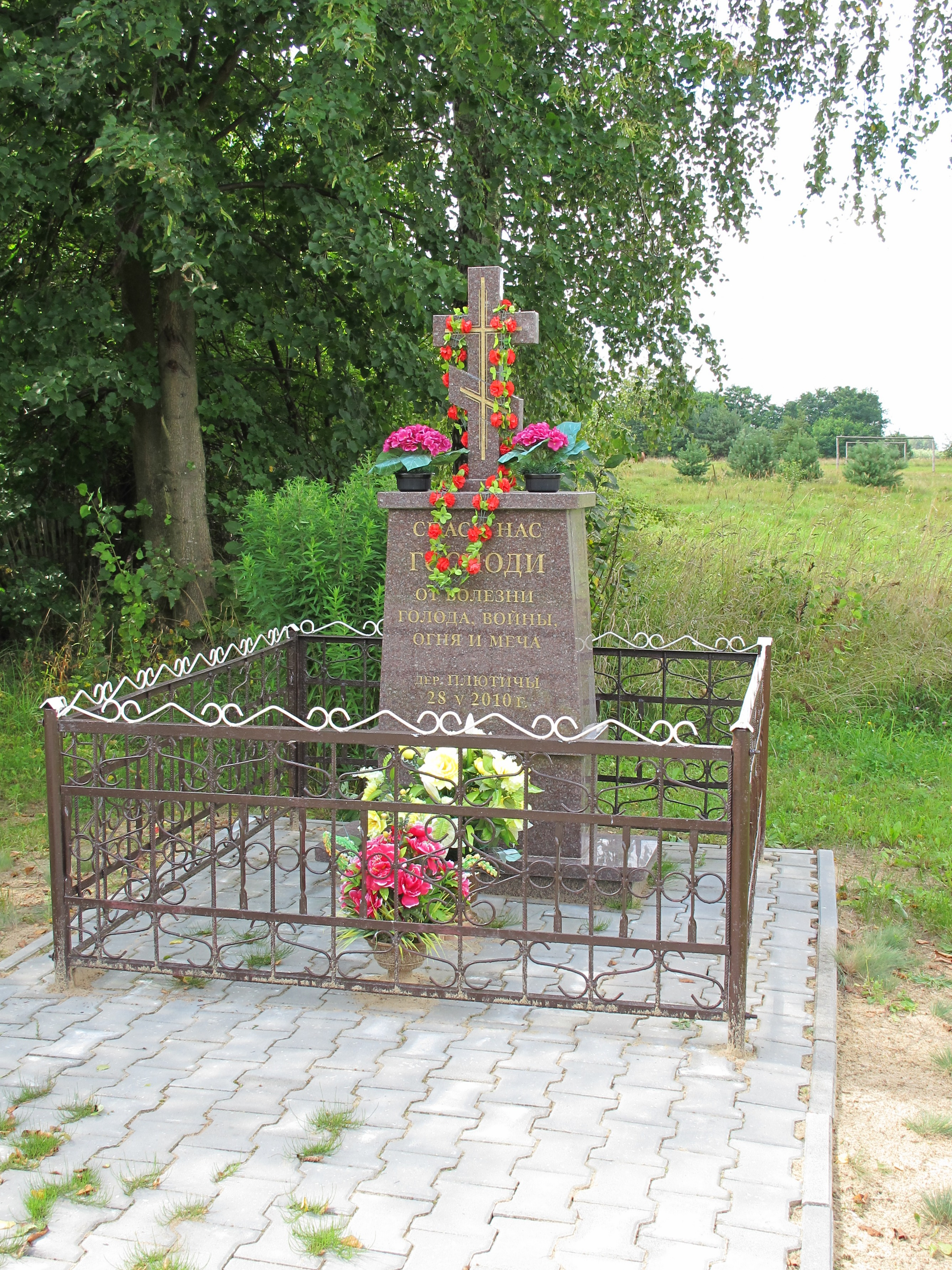
Prawosławny krzyż wotywny z cyrylicznymi inskrypcjami w języku białoruskim
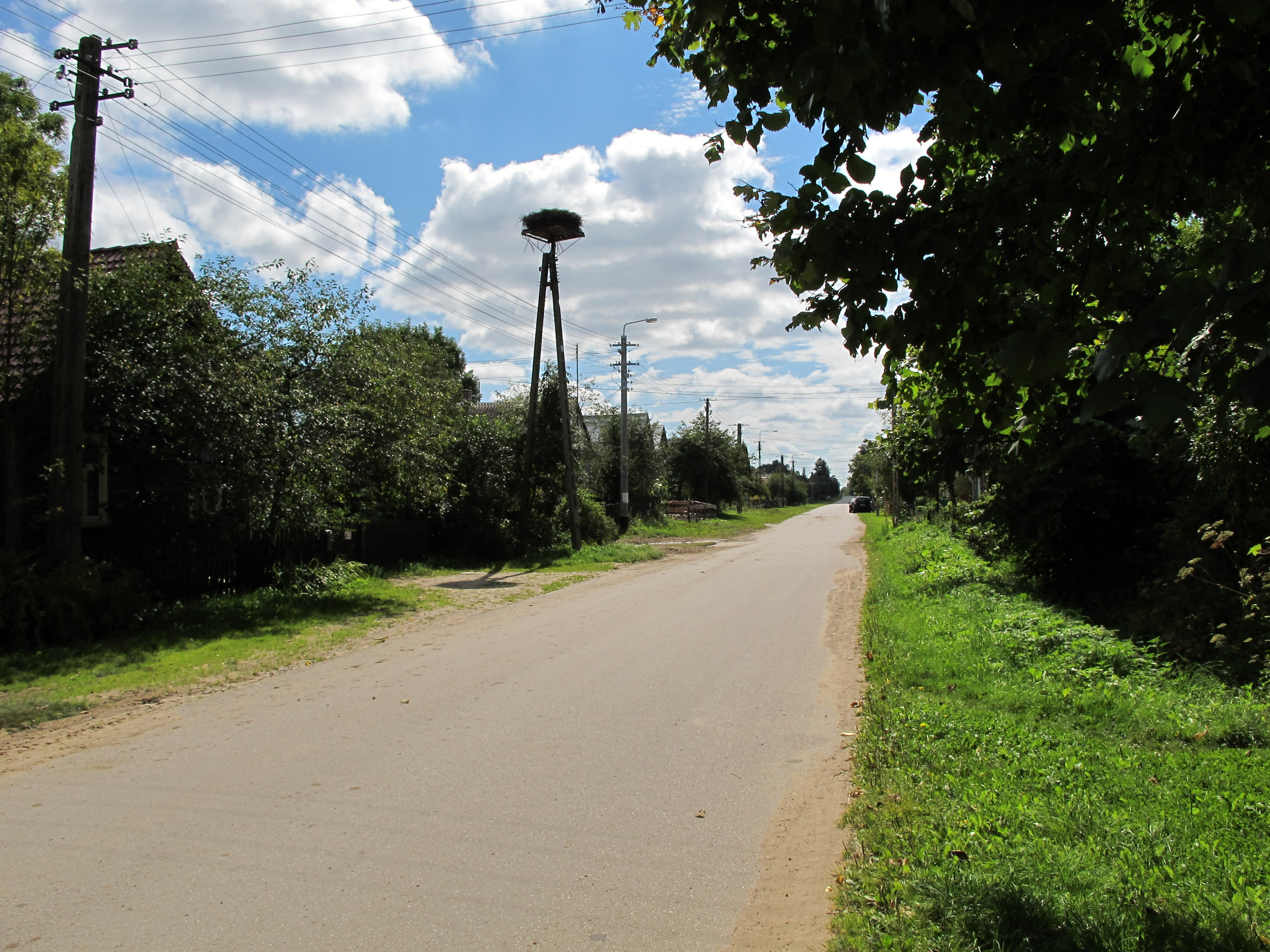
Główna ulica Plutycz tzw. Ulicówka